# S:t Görans församling
S:t Görans församling var en församling i Domkyrkokontraktet i Stockholms stift. Församlingen låg i Stockholms kommun i Stockholms län. Församlingen uppgick 1 januari 2014 i Västermalms församling.
Församlingen låg i Stockholms innerstad på västra Kungsholmen och omfattade stadsdelarna Fredhäll, Kristineberg, Marieberg, Hornsberg Strand, Lindhagen, Stadshagen samt delar av Kungsholmen.

## Administrativ historik
Församlingen bildades 1925 genom en utbrytning ur Kungsholms församling. Mellan 1 januari och sista april 1925 var församlingen annexförsamling i pastoratet Kungsholm och Sankt Göran för att därefter till 2014 utgöra ett eget pastorat. 
Församlingen uppgick 1 januari 2014 i Västermalms församling.

## Areal
Sankt Görans församling omfattade den 1 januari 1976 en areal av 3,6 kvadratkilometer, varav 2,8 kvadratkilometer land.

## Kyrkoherdar
| Bild | Ämbetstid | Namn                                                  | Levnadstid | Övrigt |
| ---- | --------- | ----------------------------------------------------- | ---------- | ------ |
|      | 1926–1928 | Johan (John) Färdinand Folkard-Holmgren               | 1867–1928  |        |
|      | 1929–1952 | Håkan Ljunge (e.o. hovpredikant)                      | 1880–1965  |        |
|      | 1952–1962 | Folke Knutsson                                        | 1907-1962  |        |
|      | 1963–1985 | Karl-Erik Svärd (fältprost)                           |            |        |
|      | 1985–1990 | Kerstin Lindqvist (e.o. hovpredikant, kontraktsprost) |            |        |
|      | 1990–1992 | Karin Bergqvist                                       |            |        |
|      | 1993–2013 | Jan Stenberg (Kontraktsprost)                         |            |        |

### Förste komministrar
| Bild | Ämbetstid | Namn                                    | Levnadstid | Övrigt                            |
| ---- | --------- | --------------------------------------- | ---------- | --------------------------------- |
|      | 1925–1926 | Johan (John) Färdinand Folkard-Holmgren | 1867–1928  | Senare kyrkoherde i församlingen. |
|      | 1927–1941 | Åke Hilding Norrlander                  | 1880–1941  |                                   |
|      | 1942–     | Arnold Israel Werner                    | 1895–      |                                   |
|      |           |                                         |            |                                   |

### Andre komministrar
| Ämbetstid | Namn                         | Levnadstid | Övrigt |
| --------- | ---------------------------- | ---------- | ------ |
| 1925–1940 | Johannes Lindberg            | 1865–1944  |        |
| 1941–     | Bror Simon Augustinus Admund | 1901–      |        |

## Organister
Lista över organister.
| Ämbetstid | Namn                  | Levnadstid | Övrigt    |
| --------- | --------------------- | ---------- | --------- |
| 1924–1964 | Paul Hartvig Sjörin   | 1899-1983  | Organist. |
| 1976      | Stig Gustav Schönberg | 1933–      | Organist. |

## Kyrkor
- S:t Görans kyrka
- Sjukhuskyrkan på S:t Görans sjukhus.